# Gwizdaj
Gwizdaj – wieś w Polsce położona w województwie podkarpackim, w powiecie przeworskim, w gminie Przeworsk. Leży przy skrzyżowaniu drogi krajowej nr 94 z drogą wojewódzką nr 835.
W latach 1975–1998 miejscowość administracyjnie należała do województwa przemyskiego.

## Historia
W 1875 roku Austriacy zbudowali trakt drogowy, przy którym zaczęli się osiedlać mieszkańcy. Przysiółek Gwizdaj był częścią Studziana, ale problemy z realizacją inwestycji wiejskiej spowodowały, że mieszkańcy postanowili odłączyć się od Studziana i założyć oddzielną wieś.
14 lipca 1993 roku Rada Gminy Przeworsk uchwaliła akt prawny o wyłączeniu z terenu Studziana przysiółków Gwizdaj i Parcelacja, i na obszarze 202 ha utworzono wieś Gwizdaj.